# Thônex
Thônex /toˈne/ (toponimo francese) è un comune svizzero di 14 091 abitanti del Canton Ginevra; ha lo status di città.

## Storia
Il comune di Thônex è stato istituito nel 1869 con la soppressione del comune di Chêne-Thônex e la sua divisione nei nuovi comuni di Chêne-Bourg e Thônex.

## Monumenti e luoghi d'interesse

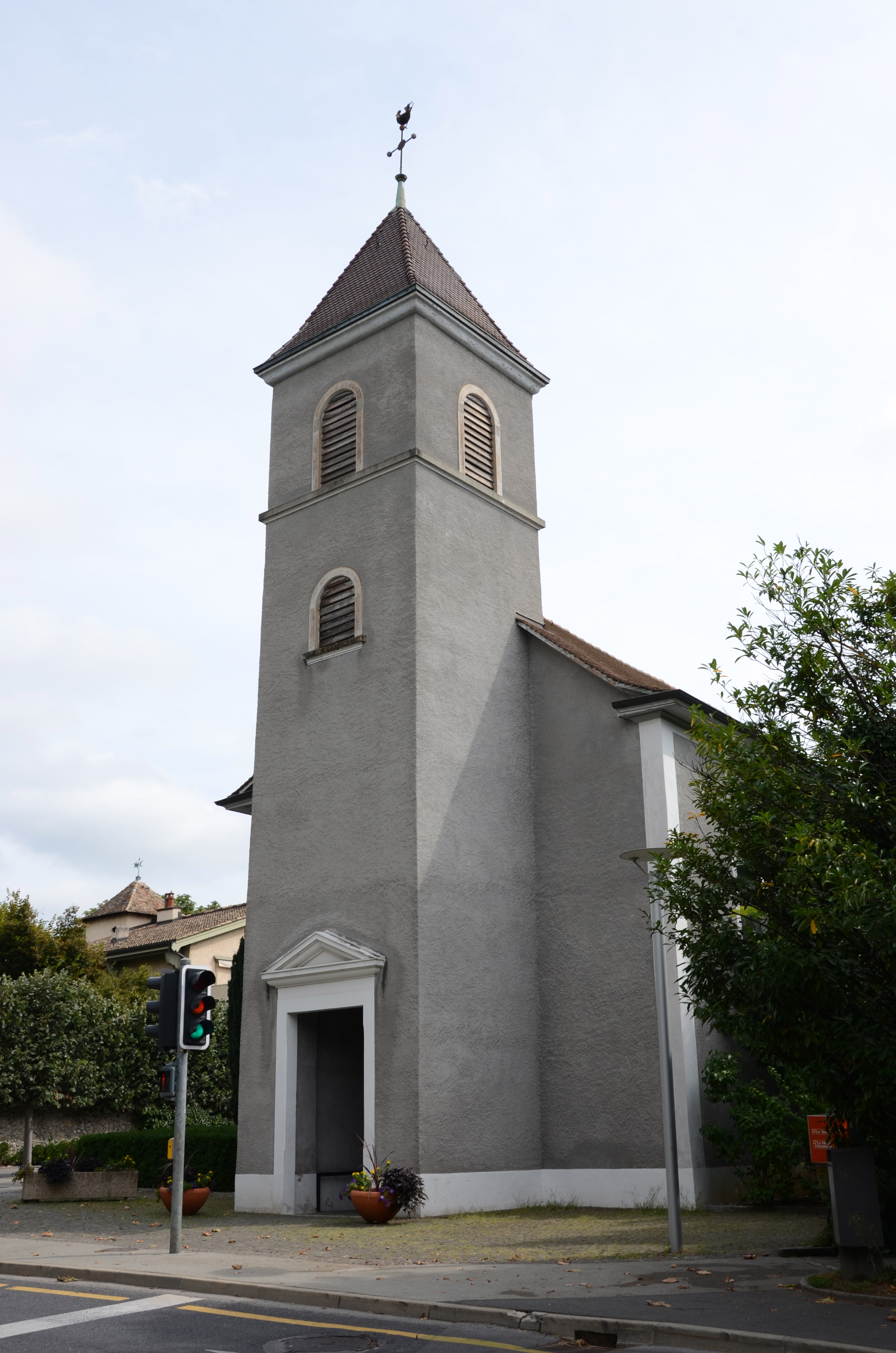
La chiesa di San Pietro

- Chiesa cattolica di San Pietro, eretta nel X secolo e ricostruita nel 1707[1].

## Società

### Evoluzione demografica
L'evoluzione demografica è riportata nella seguente tabella:
Abitanti censiti

## Geografia antropica
Le frazioni di Thônex sono:
- Bel-Air
- Fossard
- Moillesulaz
- Mon-Idée[senza fonte]
- Petit-Thônex
- Villette

## Infrastrutture e trasporti
Thônex è servito dalla rete tranviaria di Ginevra.

## Amministrazione
Ogni famiglia originaria del luogo fa parte del comune patriziale che ha la responsabilità della manutenzione di ogni bene comune.